# 火影忍者地理

《火影忍者》的地圖

火影忍者地理是指日本动漫《火影忍者》中的国家和地名。火影忍者的世界类似于日本的战国时代，大大小小的国家由各自的大名统治。大名提供金錢與物質，忍者村則提供軍事力量援助。国家的实力则主要由军事力量的强弱决定。国家之间维持着一定的均势，但同时战争又连绵不断，希望借以削弱敌国。各国之间为了维护本国的利益在外交上连横合纵，纵横捭阖。只要利益需要盟友和敌人可以随时变换（比如火之国和风之国之间从盟友到敌人再到盟友的转变）。
第四次忍界大戰爆發時隨之誕生的五影同盟，現在依然持續運作，目前組織已從同盟發展為大型聯盟，全大陸的忍者都參加了。在聯盟成立之前，原本每個忍者村各自接任務，現在全都改為直接委託聯盟。而加入聯盟的各忍者村會派出代表開會協調，將任務分配給各忍者村。

## 忍者五大国
在火影忍者的国家中，有五个国家实力最强。它们分别是火之国、风之国、水之国、雷之国和土之国。每一国忍者村的領袖都是影。

### 火之国
地处丘陵地带，气候温和，阳光充足。该国耕地充足，经济发达，人口众多。由于地处大陆的中心部分，是各国交流的交通要道。火之国的忍者村是木叶忍者村，由於擁有實力最強大的忍者村，因此是大陆上最有影响力的大国。虽然这一地位在大蛇丸策划的入侵后有所削弱。木叶忍者村為五村人口最多的。

### 水之国
四面环海的岛国，国内的地区主要为山脉和零星的小岛。该国湖泊星罗棋布，气候凉爽、多雾。冬季下雪而且很冷。国民居住在主岛和四周的小岛上，按照自己特有的传统文化生活。水之国的忍者村是雾忍者村。水之国是五大国中最小的一个。可能由于远离大陆的原因，水之国也很少参与国家之间的纷争。斬首大刀的前後任使用者琵琶十藏和桃地再不斬都曾经图谋刺杀水影，但最後以失败並叛離告終。

### 雷之国
该国有高耸入云的山峰，回旋着震耳欲聋的雷声，因此得名。中央山脉上的河流在入海口处制造出曲折的海岸线。国内还有很多温泉地区。雷之国的忍者村是雲忍者村為五大國中經濟最發達的。

### 风之国
火影忍者世界中疆土最大的国家。该国地处荒漠，干旱少雨，国民於綠洲建村，居住在砂子构建的特殊建筑物内。风之国人口众多，且和火之国关系密切。风之国的忍者村是砂忍者村，有很多实力强劲的忍者。风之国是该动漫系列中的一个相当重要的国家。

### 土之国
國內大半都是荒涼岩壁，國內的岩石像是沿著國境存在著，因此阻擋了土之國與其他國家的交通。另外，北方吹來的風會越過高山，將國內細小岩石吹到其他國家，名為「岩石雨」的自然現象非常有名。土之國的忍者村是岩忍者村。

## 其他忍者国

### 雨之國
是被火之國、風之國、土之國三大國包圍、坐落於交界處的一個小國，其地理狀況類似現實中的「飛地」，境內存在著雨忍者村；因國內長年降雨，烏雲壟罩，故名為雨之國，亦「曉」組織創始人－彌彥、長門與小南的故鄉。
首領為被喻為「忍者半神」的山椒魚半藏，為雨忍者村的實權領導者；後因半藏的鎖國政策，所以外界普遍對雨之國的認識很少，只知國家位於三大國的中間，每當其他國家爆發戰爭，必受戰亂波及，導致國內分裂內戰，連年征戰。而後半藏被曉殺害，雨之國的領導人變成培因(神)跟小南(天使)，長門死後，由小南短暫領導雨隱村，小南被帶土殺死後雨忍者村的狀況未被描述。

### 田之國
田之國是一個小國，大蛇丸離開「曉」組織後在那裏建立了音忍者村。

### 雪之国
雪之国在火影忍者劇場版第一部中出現，座落於雪之国的忍者村是雪忍者村。全國終年降雪，該國在國王早雪被弟弟怒濤叛變推翻、公主小雪被迫流亡之前熱衷於各種科學技術開發、但也導致民間經濟凋敝，關鍵的寶藏是過去正在開發中讓全國迎接春天的「發熱機」，同時也是在【博人傳】開始之前唯一擁有該世界中最先進交通工具火車的國家。

### 熊之国
座落於熊之国的忍者村是星忍者村。邊界被充滿毒氣的峽谷圍著。

### 草之国
座落於草之国的忍者村是草忍者村。

### 菜之国
曾在動畫第187-191話出現。菜之國的忍者是花忍。

### 川之國
座落於川之國的忍者村是谷忍者村。

### 瀧之國
位於火之國與土之國之間，由很多瀑布組成，其中一個大瀑布隱藏了瀧忍者村。

### 空之國
第二次忍界大戰時被木葉忍者村消滅，而且在《火影忍者疾風傳劇場版 牽絆》中，曾派空忍用上現代化兵器攻擊木葉忍者村。

### 山之國
曾在動畫第200話出現。擁有一個座落於深山之中的忍者村——陽炎之村，但30年前被瀧忍者村奇襲滅村。

### 杉之国
在動畫第506-507話中出現，其忍者村為杉忍者村。

### 林之国
漫畫第456話出現，其所屬的般若眾暗部殘黨試圖襲擊前往五影大會的段藏，最後被段藏使用止水的寫輪眼全數擊敗，過去是「根」的暗殺對象。

### 渦之國
鳴人的母親的國家，擁有善於各種封印術的——「渦潮忍者村」，但後來被其他國家毀滅了。動畫476話忍界聯軍的地圖顯示原渦之國被併入湯忍者村的所屬國度。

### 默之國
在動畫第709-712話中出現，其忍者村為帳忍者村。

## 其他有軍事勢力的国家

### 鐵之国
由被稱作三狼的三座山建立起來的國家，是擁有獨立文化，獨立的權限，以及獨立的戰力的中立國，很久以前就不允許忍者出手，鐵之国不是靠忍者，由一班稱為「武士」的人守衛著國界。

## 其他非忍者国
幾乎全部都是動畫組在進入疾風傳前的長篇原創動畫或是劇場版中出現的國家。

### 波之国
為海島國家，沒有大名，也沒有隸屬國内的忍者，人民生活貧困、經濟貧乏，鳴人等人曾在波之国執行C級任務（詳情參見桃地再不斬），協助與外界相連的大橋完工，因此取名為鳴人大橋，在這座大橋建成後波之国的狀況也有所改善。

### 鸟之国
鳴人曾跟隨第三隊在鳥之国執行任務。

### 首之国
曾在194集出現。在50年前被其他國家毀滅了。

### 爪之国
曾在177集出現。長年與牙之國戰鬥。

### 牙之国
曾在177集出現。長年與爪之國戰鬥。

### 澤之国
曾在195集出現。

### 蜜之国
曾在194集出現。

### 餡之国
曾在194集出現。

### 谷之国
曾在193集出現。

### 海之国
曾在169集出現，由於國內無忍者，長期向水之國租借傭兵。是當年大蛇丸與徒弟御手洗紅豆分道揚鑣的地方。

### 石之国
曾在159集出現。

### 申之国
曾在192集出現。

### 烏龍之国
曾在192集出現。

### 泥地之国
曾在152集出現。

### 茶之国
第七班前往波之國途中曾過的國家。

### 月之國
位於新月島。出現於劇場版。

### 鬼之國
在火影忍者疾風傳第一部劇場版中出現。是封印魔物魍魎靈魂的國家。

### 沼之國
在火影忍者疾風傳第一部劇場版中出現。是封印魔物魍魎肉體的國家。

## 忍者村
忍者村是忍者聚居的村子，相等於國家的軍事力量。絕大部分村民都是忍者，有一些忍者會在村內開設書店、餐廳等，不過大部分忍者都是為村子執行任務的忍者，以賺取酬勞，並於戰時為國家出戰。村子亦會培訓年輕村民成為忍者。忍者五大國的忍村首領稱為影。

### 木叶忍者村（木ノ葉隠れの裡）
故事展開的主要地點。木葉忍者村是五大忍者村之一。村子的首領叫做火影。村子的地標是一個類似美國總統山的山丘——火影顏岩，上面刻著歷代火影的頭像。在從動畫第一部到第二部的兩年半之間，第五代火影綱手也將自己的頭像刻上。「木葉」一名為宇智波斑有感而發而取，被柱間採納使用之。【博人傳】開始時村內多出了三棟條柱形狀的摩天大樓，還有環繞住宅區的城市鐵路系統，名為「雷車」。

### 雾忍者村
水之國的忍者村，忍者五大國之一，首領被稱為水影。忍者服裝為條紋袖套及類似軍裝服。
過去在第四代水影的暴政下，霧忍村的畢業考試必須與自己的同期畢業生互相殘殺，之中或許會有自己的同學、朋友，如此殘酷的畢業考試，他國給予了霧忍者村「血霧之里」的惡名，其後證實第四代水影早已成了被人操縱的「傀儡」，而操縱者就是曉組織的鳶。這種畢業考試直到桃地再不斬殺死了超過一百名的應屆考生後才廢除。內政則在第五代水影照美冥在上任後實行了開放政策後才改善許多。
目前由岸本的9週年紀念彩頁得知三尾與六尾的祭品之力皆來自霧忍者村。

### 雲忍者村
雷之國的忍者村，忍者五大國之一，首領被稱為雷影。忍者村為於高山之上，在忍界大戰時曾經與木葉忍者村交鋒，後來和談時又爆發奪取白眼事件，因此雖然兩造還是講和了，關係依然相當疏離。忍者服裝為白色一邊露肩，類似防彈衣。
雲忍者村擁有二尾貓妖的祭品之力柚木斗及八尾牛鬼的祭品之力殺人蜂（也是雷影的弟弟）。但柚木斗被曉的飛段及角都所擊敗擒拿，尾獸抽離死亡。殺人蜂則是被鷹捕捉，不過捉到的是替身，脫離雲忍者村去當演歌手，之後遇上「鬼鮫」，被其擊敗，但雷影趕來救援，擊敗白絕分身所變成的鬼鮫。在第四次忍戰時領導著由五大國忍者和鐵之國武士組成的忍者聯軍。

### 砂忍者村
風之國的忍者村，忍者五大國之一，首領被稱為風影。該處荒漠、乾旱少雨、沙塵飛舞的嚴苛環境，化為培育忍者的絕佳糧食。近來致力培育少數的精銳忍者，例如：我愛羅（一尾祭品之力）。忍者服裝顏色為砂黃色的護肩背心。
此外，他們亦創造出一種獨有的忍術－傀儡術，據說是由傀儡師文左衛門發明，曉之中赤砂蠍便是一名傀儡師。

### 岩忍者村
土之國的忍者村，忍者五大國之一，首領被稱為土影。忍者村被許多岩石高山包圍，村內忍者擅長土遁之術，在第三次忍者大戰時曾與木葉忍者村大戰。曉的地達羅是岩忍者村的叛忍。
目前由岸本的9週年紀念彩頁得知四尾與五尾祭品之力皆來自岩忍者村

### 雨忍者村
位在雨之國的忍者村，坐落於火之國、風之國與土之國之間，陰雨連連的村落，構成雨忍者村村落的主要是數量密集的尖塔狀水泥建築物，每棟建築周圍都被大小粗細不一的水管管線包圍，建物頂端安置著作用不明類似避雷針的棒狀物。
因國家位置夾在岩隱、砂隱和木葉三大國之間，當別國發生戰爭時必受到影響，在前三次忍界大戰中沒有一次不遭受別國忍者的入侵；政局動盪下產生了為數不少的叛忍，以無聲暗殺術為業，為了生活經常接受他國的委托擔任殺手，在故事中時常作為反派登場，長期的戰爭也導致有能力的人們試圖想辦法阻止衝突的發生，而有各種以暴制暴的為目的的組織，組織曉就是在這種背景下出現的。
曉的創立者和首領－彌彥（已故，死後被製成培因天道）、長門（自稱「神」，培因本體兼外道）、小南（自稱「天使」）等人的故鄉。
雨忍者村的高層人物均十分強大，原先的首領為山椒魚半藏，是在忍者大戰時可以以一打三忍，赫赫有名的人物，後被曉的培因所殺，並以「神」之名統制雨忍者村，此後村子一年四季都下著雨，但實際上那些雨是用長門的查克拉做出來的雲所下出來的雨，因此外敵入侵只要一淋到雨就會被感知到了。
雖然村子被培因以高壓統治壟罩，但也因為雨忍者村長期的紛爭因此畫下句點，許多曾淪為戰場的地區也得到了期盼已久的和平，因此村人是相當尊敬培因和天使。

### 音忍者村
在木葉擁有「三忍」稱號的S級叛忍、前曉組織成員－大蛇丸所建立的，成員多來自於各忍村的逃亡忍者，擁有強大的戰力。

### 星忍者村（動畫原創）
位於熊之國的一個忍者村，跟木葉建立友好關係。首領為「星影」，不過這只是一個自稱的封號，而且冠的還是自己的村名（不同於「五影」為冠上國號），是一個自尊心很強的小忍村。
在村子裡有一塊二百年前墜下的隕石，因此村子稱為「星忍者村」。村裡的忍者都會圍著那塊隕石修煉，皆因那塊隕石具有放射性，並能使查克拉活性化。星忍們擅長的是「孔雀妙法」，能使查克拉變成各種形狀攻擊，甚至飛行。缺點是施術期間不能防禦近身攻擊，以及隕石修煉對於人體有著不良影響的副作用。

### 烟忍者村（動畫原創）
動畫101集中出現號稱「煙忍三人眾」的三人團體宣稱來自這個不知名的小忍村，由於「煙忍三人眾」只會做小動作而沒有實力，不消一刻就被卡卡西搞定，此外鳴人和他們碰面稍早還輕易取得不明來路的烟忍裝扮及護額。

### 瀧忍者村
由巨大瀑布隐藏起来的忍者村，雖然被四個國家包圍，但是獨特的地理位置讓瀧忍者村從未被其他國家入侵過，曾於動畫OVA中登場，首領為擅長水遁的忍者「涉木」，祖傳能讓忍者增加數十倍查克拉的英雄之水，曾在上忍水煙背叛後聯合雨忍者村攻入，得到第七班幫助將他們擊退。與木葉忍者村是友好國。
曉中不死二人組的角都也是出自瀧忍者村。
由岸本的9周年彩頁得知 七尾祭品之力來自瀧忍者村。

### 草忍者村
位於草之國，善用外交手段，事先借讀出強國的動靜，並且率先行動周旋於各強國之間，能及早掌握時勢動向以保全自身。同時也擅長破解其他忍者村的忍術。在第三次忍戰時曾被岩忍者村侵略，當時救援草忍者村的木葉小隊破壞了岩忍部隊後方的補給橋梁，因此那場戰役被稱為「神無毘橋之戰」。草忍者村有一座天地橋，後來毀於四尾狀態的鳴人。

### 雪忍者村
雪之国的忍者村，在第一部劇場版出現過。雪忍都身着一种查克拉甲胄，可以抵御忍术和幻术，能力是擅长冰遁，一种控制冰的忍术，不同于白的血继限界冰遁術

### 匠忍者村
匠之國其中一個忍者村，只出現於動畫，由著名的忍匠清明所創，擅長發明及製造忍具，各國忍者的忍具都是由他們所供給，一度出現野心家四天象人，打算復活清明和忍者五大國對抗，而擒抓我愛羅，但最後仍是以失敗收場。

### 空忍者村（吳哥要塞）
空之國的忍者村，出現於火影忍者疾風傳劇場版羇絆，實際上忍者村是在樹林中的空忍舊總部地底下，可以在空中飛行的吳哥要塞，要塞上還有一個由零尾的力量作為能源超級重炮，威力能將一座山開一個大洞，但最後被漩渦鳴人用多重影分身術所破壞。而這忍者村有所用現代化兵器，如航空母艦和戰艦，空忍會穿一個飛行機器，從空中攻擊敵人，但被奈良鹿丸和旗木卡卡西等人所破壞。

### 陽炎之村
座落於山之國深山之中。30年前與木葉村交戰，起初實力強大到能與木葉村抗衡，但在主力離村後被木葉村突襲而實力大減。敗於木葉的一周後，派出其知名的機關忍者玄能潛入木葉村，花了兩個半月在各處設置起爆符，試圖讓主力能在混亂中一舉殲滅木葉村。敗於木葉的三個月後，主張抗戰的村長在一場意外中身亡，新村長與木葉村簽訂停戰條約，沒再指派後續任務給玄能。停戰的兩周後，陽炎之村仍處元氣大傷且剛停戰有所鬆懈，被谷忍者村突襲滅亡。起爆符於30年後才被發現，一度使木葉村進入緊急狀態，但事實上所有機關都已被放下仇恨的玄能解除。

### 谷忍者村
趁機消滅陽炎之村的忍者村。

### 湯忍者村
一切不明，者之書描述，為飛段的忍者村，村內以溫泉多而名，村人崇尚和平，飛段因殺戮理念與之不和而離村。自來也喜歡去的國家之一。

### 渦潮忍者村
鳴人的母親的忍者村，是木葉千手一族的遠房親戚所建立的忍者村，善於各種封印術，包括四象封印、屍鬼封盡等。有「長壽村」之名，但後來被其他國家毀滅了，動畫476話忍界聯軍的地圖顯示原渦之國被併入湯忍者村的所屬國度。至今木葉忍者村依然將渦潮忍者村的村徵印在他們的馬甲上，為了紀念過去兩村的友好關係，以及確實有這個村子存在過。

### 鎖忍者村
「過去篇～木葉的軌跡～」中出現的忍者村。該村忍者貫徹捨命守護已知的情報，且會使用瞳孔結印的秘傳術。

### 霜忍者村
第四次忍界大戰時，保護湯之國大名的忍者村。

### 杉忍者村
位於杉之國，其擁有的秘傳術甚至重要到必須讓第四代雷影親自搶奪，以及請求傳說中專門狩獵忍者的「軒轅眾」親自奪回此秘傳術。